# Gold Afternoon Fix
Gold Afternoon Fix è il sesto album in studio del gruppo rock australiano The Church, pubblicato nel 1990.

## Tracce
1. Pharaoh – 3:54
2. Metropolis – 4:44
3. Terra Nova Cain – 5:10
4. City – 3:22
5. Monday Morning – 2:47
6. Russian Autumn Heart – 4:08
7. Essence – 5:16
8. You're Still Beautiful – 3:09
9. Disappointment – 6:13
10. Transient – 4:27
11. Laughing – 4:35
12. Fading Away – 3:38
13. Grind – 6:07

## Formazione
- Steve Kilbey - voce, basso, tastiera
- Peter Koppes - chitarra, voce
- Marty Willson-Piper - chitarra, voce
- Richard Ploog - batteria, percussioni